# Fagelia
Fagelia là một chi thực vật có hoa trong họ Đậu.